# Buono! Days2 2009 夏 スペシャルドラマ風 Buono!危機一髪
『Buono! Days2 2009 夏 スペシャルドラマ風 Buono!危機一髪』（ボーノ デイズツー にせんきゅう なつスペシャルドラマふう ボーノききいっぱつ）は、Buono!のFC限定DVD。

## 概要
Bello!が登場する。

## 収録内容
1. OPENING〜リハーサル
2. ラーメン早食い対決
3. ドラム対決
4. ヘッドバンギング対決
5. イス取りゲーム対決
6. お絵描き対決
7. 結果〜ENDING
8. ヘッドバンギング対決 番外編